# Aurinia sinuata
Aurinia sinuata är en korsblommig växtart som först beskrevs av Carl von Linné, och fick sitt nu gällande namn av August Heinrich Rudolf Grisebach. Aurinia sinuata ingår i släktet praktstenörter, och familjen korsblommiga växter. Inga underarter finns listade i Catalogue of Life.